# Bacoor
Bacoor (en inglés: Municipality of Bacoor, en filipino: Bayan ng Bacoor) es un municipio en la provincia de Cavite, Filipinas. Se trata del único distrito electoral de distrito de Cavite. La ciudad se encuentra a unos 16 kilómetros de Manila, en la costa sudeste de la bahía de Manila, con una superficie de 52,4 kilómetros cuadrados. Bacoor es separada de Las Piñas por el río Zapote.
La columna vertebral de la economía es el comercio, por eso los almacenes, hoteles y la comida ocupa un lugar muy importante.

## Historia
Algunos relatos indican que la ciudad de Bacoor, también llamada Bakood o Bakoor (antes "fence" hecha de bambú, Fence en filipino es "Bakod"), fue fundada en 1671. Cuando las tropas españolas llegaron a "Bacoor" se encontraron con los locales construyendo cercas alrededor de las casas. Los españoles preguntaron el nombre de las ciudad , pero por la barrera del idioma , los locales entendieron ¿qué están haciendo? , los hombres respondieron "Bakood" (cercas), Los españoles lo pronunciaban como "Bacur". pronto la ciudad se llamó Bacoor.
Bacoor era también el sitio de la batalla de Puente Zapote en 1899 que incluía las tropas filipinas y estadounidenses. Fue en esta batalla donde el general Edilberto Evangelista fue asesinado.
A raíz de la Revolución Filipina, que coincidió con la declaración de la primera independencia de Filipinas el 12 de junio de 1898, Bacoor fue designada como la primera capital del gobierno filipino Revolucionario por el general Emilio Aguinaldo, hasta que fue transferido a Malolos, Bulacan.

## Administración
La ciudad de Bacoor se divide en 173 barangays.
| - Alima - Aniban 1 - Aniban 2 - Aniban 3 - Aniban 4 - Aniban 5 - Bayanan - Banalo - Camposanto - Daang Bukid - Digman - Dulong Bayan - Kaingin - Habay 1 - Habay 2 - Ligas 1 - Ligas 2 - Ligas 3 - Mabolo 1 - Mabolo 2 - Mabolo 3 - Maliksi 1 - Maliksi 2 - Maliksi 3 - Mambog 1 - Mambog 2 | - Mambog 3 - Mambog 4 - Mambog 5 - Molino 1 - Molino 2 - Molino 3 - Molino 4 - Molino 5 - Molino 6 (Soldier Hills 4) - Molino 7 - Niog 1 - Niog 2 - Niog 3 - Panapaan 1 - Panapaan 2 - Panapaan 3 - Panapaan 4 - Panapaan 5 - Panapaan 6 - Panapaan 7 - Panapaan 8 - Población (Tabing Dagat) - Queens Row Central - Queens Row East - Queens Row West - Real 1 - Real 2 | - Salinas 1 - Salinas 2 - Salinas 3 - Salinas 4 - San Nicolas 1 - San Nicolas 2 - San Nicolas 3 - Sineguelasan - Talaba 1 - Talaba 2 - Talaba 3 - Talaba 4 - Talaba 5 - Talaba 6 - Talaba 7 - Zapote 1 - Zapote 2 - Zapote 3 - Zapote 4 - Zapote 5 (Longos) |